# Антипова Олександра Тихонівна
Олександра Тихонівна Антипова (1925—2016) — радянська доярка держплемзаводу «Першотравневий», учасниця Другої світової війни, Герой Соціалістичної Праці (1975), громадянин XX століття Новосибірської області.

## Біографія
Народилася 17 червня 1925 року в селі Черкаська (нині — Кромського району Орловської області) в селянській родині.
Член КПРС з 1959 року.
Після закінчення війни переїхала в Новосибірську область. З 1954 року доярка племзаводу «Першотравневий» Татарського району Новосибірської області.
Указом Президії Верховної Ради СРСР від 10 лютого 1975 року за видатні успіхи, досягнуті у Всесоюзному соціалістичному змаганні, виявлену доблесть у достроковому виконанні завдань дев'ятої п'ятирічки і прийнятих зобов'язань по збільшенню виробництва і продажу державі продуктів тваринництва доярці держплемзаводу «Першотравневий» Татарського району Новосибірської області Антиповій Олександрі Тихонівні присвоєно звання Героя Соціалістичної Праці з врученням ордена Леніна і золотої медалі «Серп і Молот».
Померла 13 червня 2016 року.

## Визнання
- Герой Соціалістичної Праці
- 2 ордена Леніна (1966, 1975)
- Медаль «За перемогу над Німеччиною у Великій Вітчизняній війні 1941—1945 рр.» (1945)
- медалі
- Звання «Громадянин XX століття Новосибірської області».